# Rhinagrion yokoii
Rhinagrion yokoii là loài chuồn chuồn trong họ Megapodagrionidae. Loài này được Sasamoto mô tả khoa học đầu tiên năm 2003.